# Rumänisch-Orthodoxe Kirche

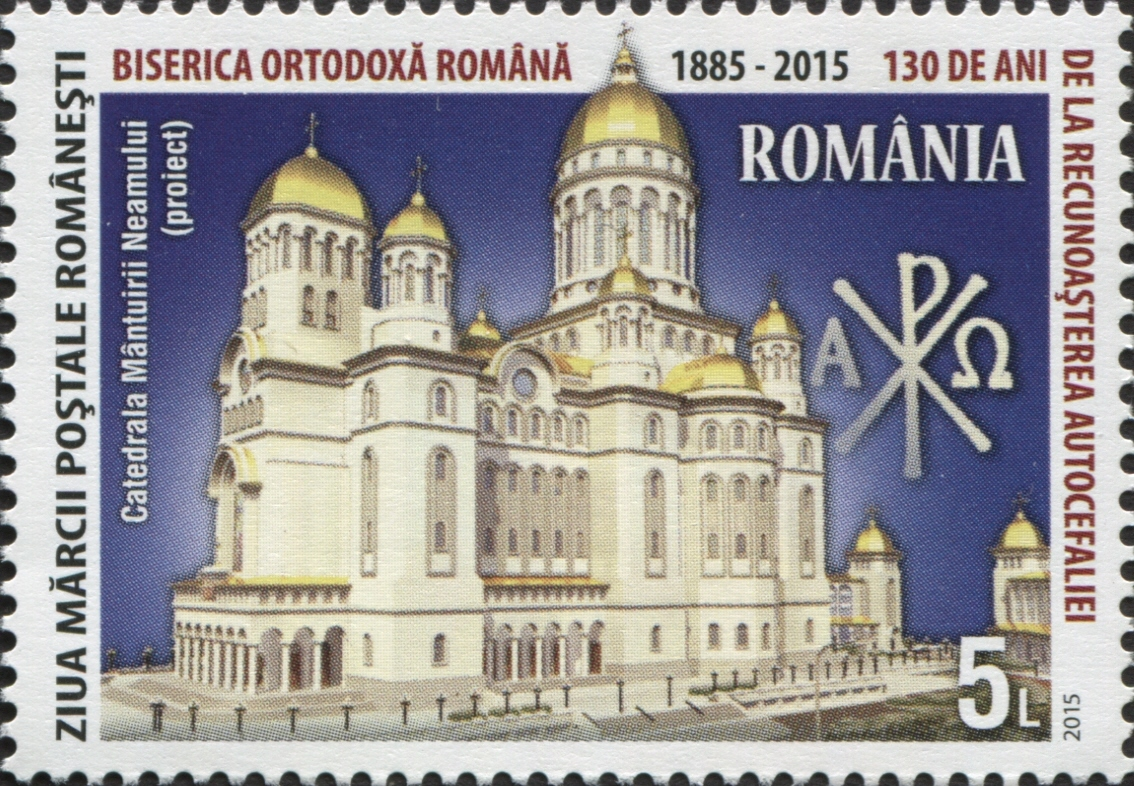
Briefmarke der Poșta Română zur 130-Jahr-Feier der Autokephalie der Rumänisch-Orthodoxen Kirche (2015) mit dem Bild der im Bau befindlichen Kathedrale der Erlösung des Volkes

Die Rumänisch-Orthodoxe Kirche – Patriarchat von Rumänien, rumänisch Biserica Ortodoxă Română (BOR), ist eine der autokephalen (eigenständigen) Kirchen des orthodoxen Christentums. Mit ungefähr 17 Millionen Mitgliedern ist sie nach der Russisch-Orthodoxen Kirche – Patriarchat Moskau die zahlenmäßig zweitgrößte orthodoxe autokephale Kirche in der Welt.
Die meisten ethnischen Rumänen gehören der Rumänisch-Orthodoxen Kirche an, aber in der Kirche gibt es auch Gläubige anderer Nationalitäten wie Roma und Ukrainer. Allein in Rumänien betrug die Zahl der orthodoxen Gläubigen laut Volkszählung von 2011 rund 16.300.000, dies waren 86,5 % der Bevölkerung. In einer im Jahr 2000 in der Republik Moldau durchgeführten soziologischen Umfrage gaben 21,5 % der Gesamtbevölkerung und ein Viertel der christlichen Bevölkerung an, zur Metropolie Bessarabien, einer Unterabteilung der Rumänisch-Orthodoxen Kirche, zu gehören (ca. 720.000 Gemeindemitglieder). Einigen Quellen zufolge gibt es unter den Rumänen in der Ukraine und im Westen immer noch Hunderttausende Orthodoxe, die ihre kanonische Unterordnung unter die Rumänisch-Orthodoxe Kirche bekräftigen. Damit beliefe sich die Gesamtzahl der Rumänisch-Orthodoxen auf etwa zwanzig Millionen.

## Geschichte
Die ersten Metropolien auf dem Gebiet des heutigen Rumänien wurden Anfang des 15. Jahrhunderts gebildet:
1. Ungarowalachei (Argeș 1359)
2. Fürstentum Moldau (Suceava 1401) (Siehe auch den Artikel Moldauklöster)
3. Siebenbürgen (im 14.–15. Jahrhundert Bălgrad, später Alba Iulia genannt, Erzdiözese Vad, Feleacu, Geoagiu und Hunedoara)

Der orthodoxe Kult der Rumänen in Siebenbürgen wurde gemeinsam mit dem Ökumenischen Patriarchat im Jahr 1781 durch das Toleranzedikt von Kaiser Joseph II. anerkannt. Die Rumänisch-Orthodoxe Kirche wurde im Jahre 1885 zur autokephalen Kirche und 1925 zum Patriarchat erklärt. Seit 1961 ist die Rumänisch-Orthodoxe Kirche Mitglied des Weltkirchenrates.
Der erste Patriarch ab 1925 war Miron Cristea, welcher im Jahr 1938 für ein Jahr bis zu seinem Tod während der Errichtung der Königsdiktatur von Karl II. dessen Premierminister wurde und damit die Beseitigung des Verfassungsstaates legitimierte.
Jedem Machthaber des 20. Jahrhunderts habe sich nach Oliver Jens Schmitt die Kirche angedient: zuerst von 1938 bis 1940 dem König, dann der Armee, schließlich ab 1944 den Kommunisten. Unter den Kommunisten eignete sich die Orthodoxe Kirche die Kirchengüter der Unierten Kirche in Siebenbürgen an, welche noch heute einen erheblichen Teil des Reichtums der Orthodoxen Kirche ausmachen. Gleichzeitig waren damit die Bande nach Westen – auf Geheiß Stalins – abgebrochen. Die Kirche wurde zu einem Machtinstrument des Regimes. Die Rumänisch-Orthodoxe Kirche hielt im Gegensatz zu katholischen und protestantischen Kirchen in Rumänien dem Ceausescu-Regime bis zu dessen Ende die Treue; deren Patriarch Teoctist hatte noch in den letzten Tagen der Diktatur dem Regime eine Loyalitätserklärung abgegeben, trat deswegen zurück und war nach 4 Monaten dennoch wieder an der Seite der Postkommunisten anzutreffen. Die Kirche rückte wieder in den Mittelpunkt des politischen Geschehens. In den 2010er Jahren stand ihr die „postkommunistische Oligarchenpartei“ (Schmitt) PSD am nächsten. Mit ihrer konservativen Ausrichtung schürt die Kirche antiwestliche und autoritäre Ressentiments.
Die Rumänisch-Orthodoxe Kirche ist einer der größten Grundeigentümer in Rumänien und übt damit und mit ihren Unternehmen große wirtschaftliche Macht aus, ohne Steuern zu zahlen.
Ein autonomer Teil der Rumänisch-Orthodoxen Kirche ist die Orthodoxe Kirche Bessarabiens mit Sitz in der St.-Teodora-de-la-Sihla-Kathedrale in Chișinău. Ihr gehören circa 20 % der orthodoxen Gemeinden in der Republik Moldau an.

## Patriarchen
1. Miron Cristea (1925–1939)
2. Nicodim Munteanu (1939–1948)
3. Iustinian Marina (1948–1977)
4. Iustin Moisescu (1977–1986)
5. Teoctist Arăpașu (1986–2007)
6. Daniel Ciobotea (2007–)

Siehe auch Liste der Metropoliten der Ungarisch-Walachei und Patriarchen von Rumänien

## Gliederung

Rumänisch-orthodoxe Eparchien in Rumänien, der Republik Moldau, Ungarn und Serbien

1. Metropolie für die Walachei und die Dobrudscha: Erzdiözese Bukarest, Erzdiözese Tomis, Erzdiözese Târgoviște, Erzdiözese Buzău und Vrancea, Erzdiözese Argeș und Muscel, Erzdiözese Untere Donau, Diözese Slobozia und Călărași, Diözese Alexandria und Teleorman, Diözese Giurgiu, Diözese Tulcea
2. Metropolie für die Moldau und die Bukowina: Erzdiözese Iași, Erzdiözese Suceava und Rădăuți, Erzdiözese Roman und Bacău, Diözese Huși
3. Metropolie für Siebenbürgen: Erzdiözese Hermannstadt, Erzdiözese Alba Iulia, Diözese Covasna und Harghita, Diözese Oradea, Diözese Deva und Hunedoara
4. Metropolie für Cluj, Maramureș und Sălaj: Erzdiözese Vad, Feleacu und Cluj, Diözese Maramureș und Satu Mare, Diözese Sălaj
5. Metropolie für die Kleine Walachei: Erzdiözese Craiova, Erzdiözese Râmnicu, Diözese Severin und Strehaia, Diözese Slatina
6. Metropolie für das Banat: Erzdiözese Timișoara, Erzdiözese Arad, Diözese Caransebeș, Diözese Dacia Felix (Serbien), Diözese für Ungarn
7. Metropolie Bessarabien (Republik Moldau): Erzdiözese Chișinău, Diözese Bălți, Diözese Südbessarabien, Orthodoxe Diözese Dubăsari und ganz Transnistrien
8. Rumänisch-Orthodoxe Metropolie für West- und Südeuropa: Erzdiözese für Westeuropa, Diözese für Italien, Diözese für Spanien und Portugal
9. Rumänische Orthodoxe Metropolie für Deutschland, Zentral- und Nordeuropa
10. Erzdiözese für Amerika
11. Diözese für Australien und Neuseeland
12. Ukrainisch-Orthodoxes Vikariat

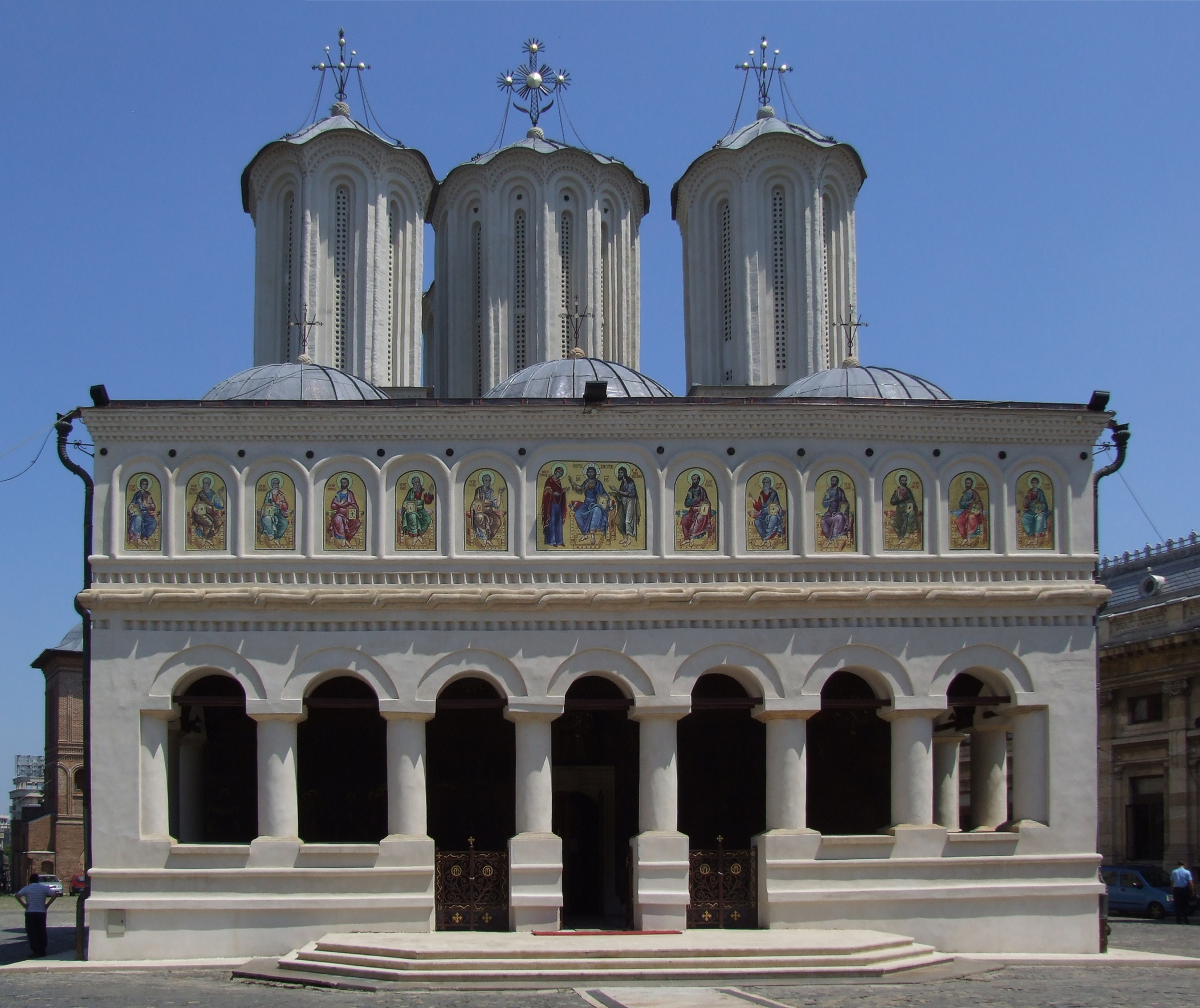
Patriarchalkathedrale in Bukarest
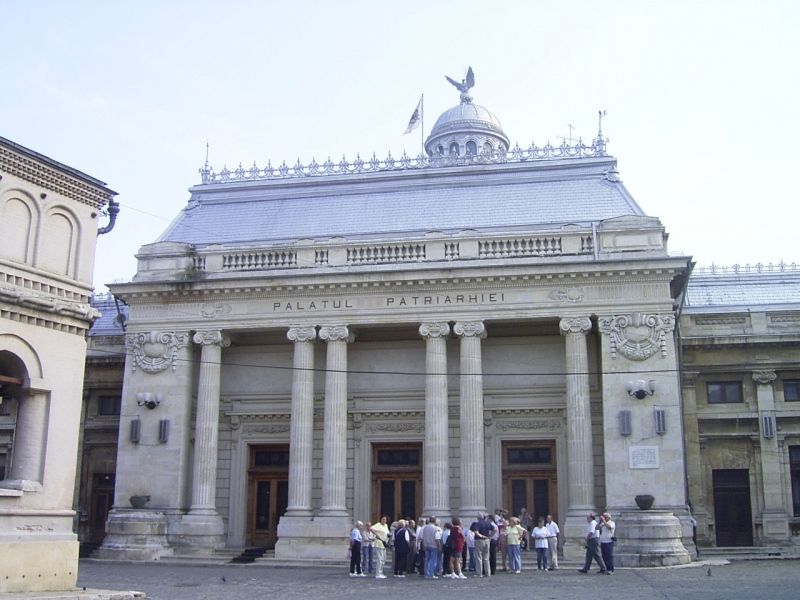
Patriarchenpalast in Bukarest
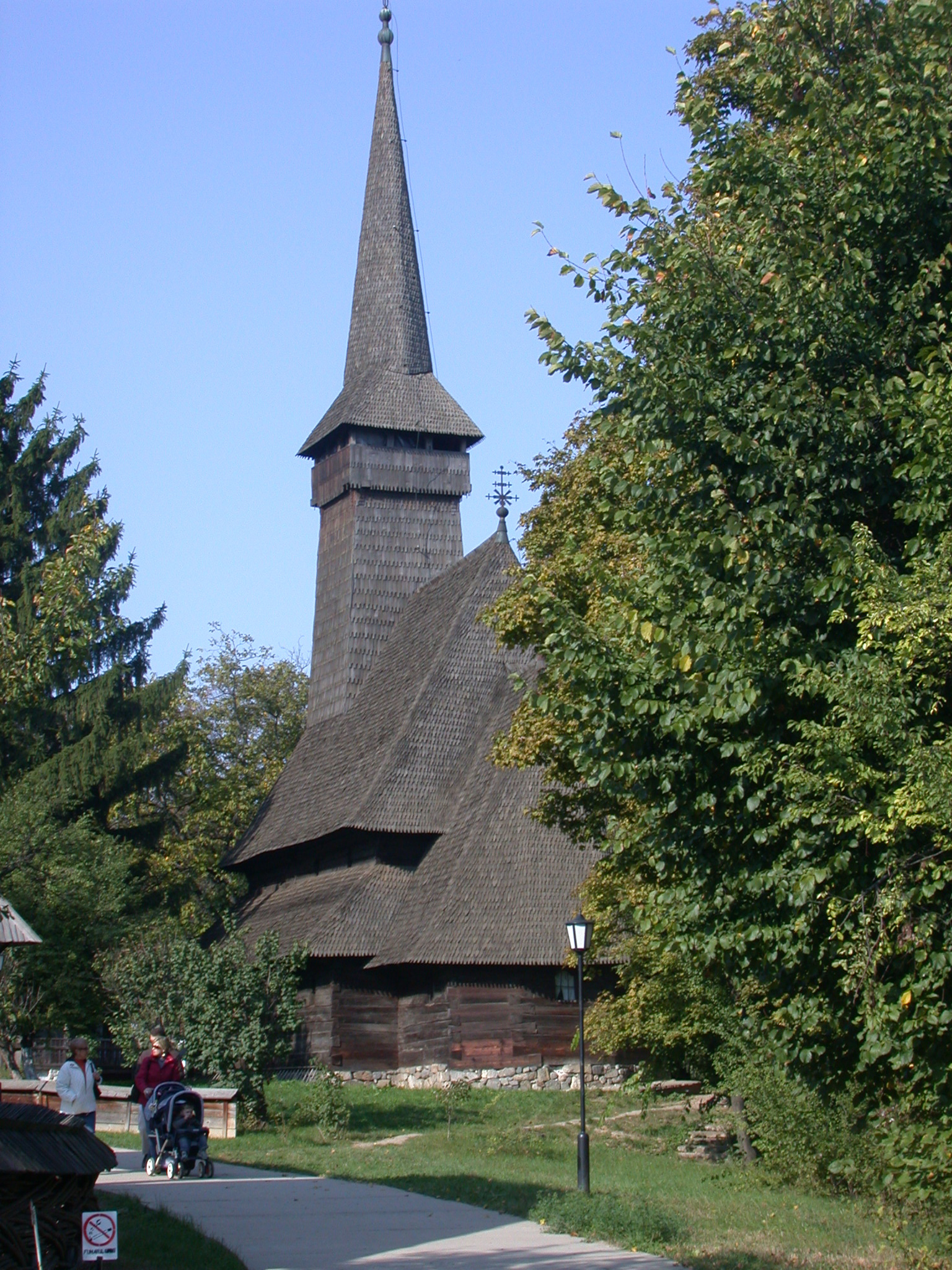
Typisch für den Norden und Westen Siebenbürgens: Orthodoxe Holzkirche im gotischen Baustil
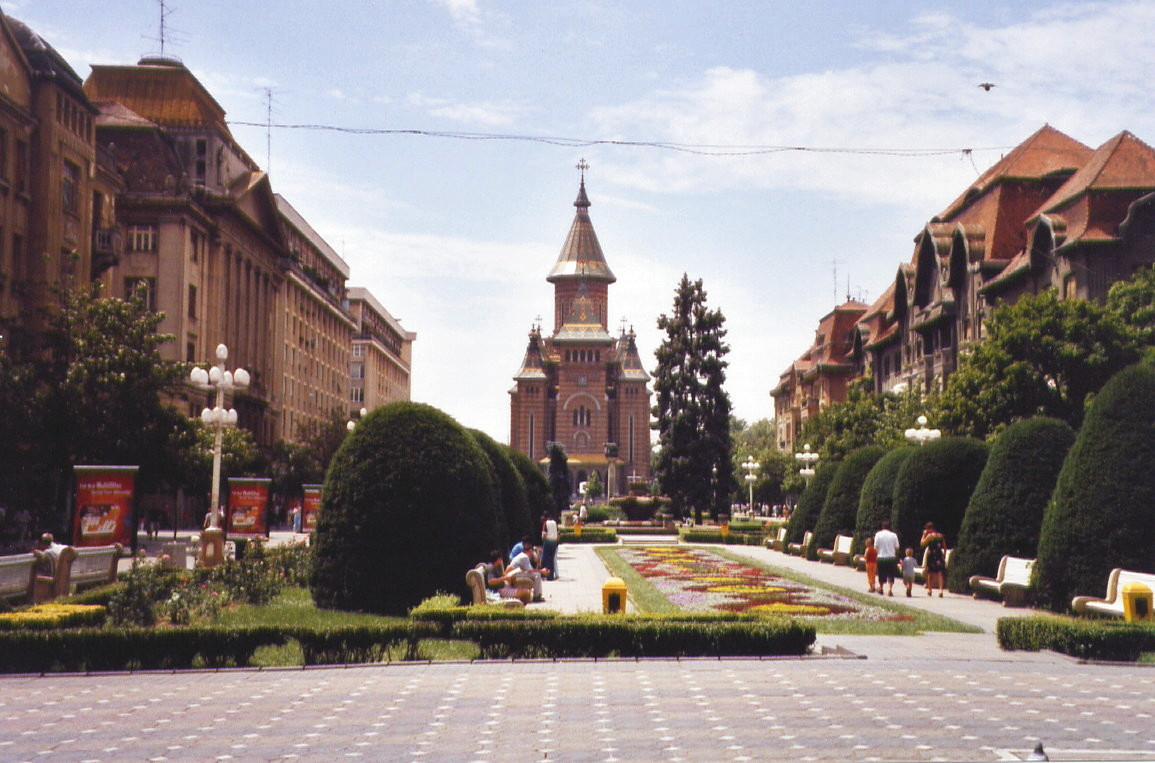
Kathedrale von Timișoara
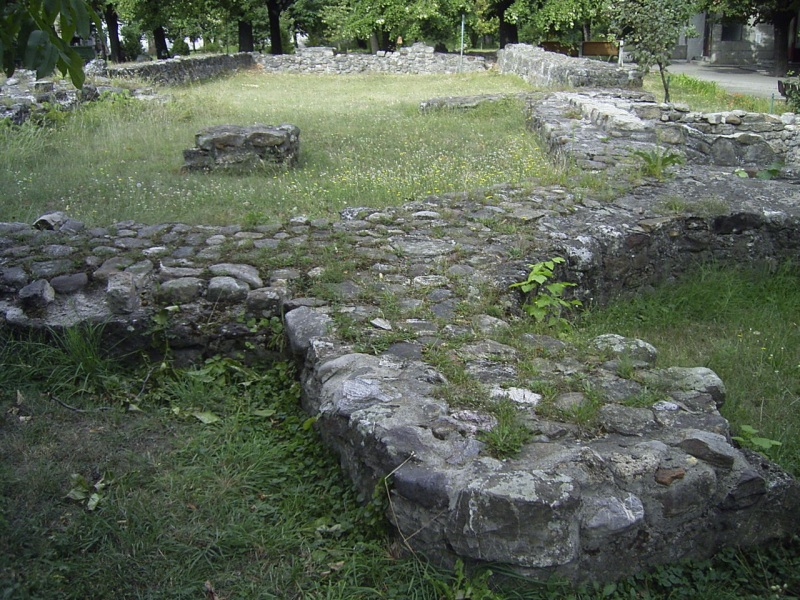
Grundmauern der ältesten bekannten rumänischen Kirche orthodoxen Ritus in Turnu Severin